# The Cross of Changes
The Cross of Changes – drugi album studyjny zespołu Enigma, wydany w 1993; zawiera 9 utworów (wersja podstawowa) lub 12 utworów (wersja rozszerzona).

## Lista utworów
1. "Second Chapter" – 2:16
2. "The Eyes of Truth" – 7:12
3. "Return To Innocence" – 4:17
4. "I Love You… I'll Kill You" – 8:51
5. "Silent Warrior" – 6:10
6. "The Dream Of The Dolphin" – 2:45
7. "Age Of Loneliness" – 5:21
8. "Out From The Deep" – 4:53
9. "The Cross Of Changes" – 2:25

### The Cross of Changes – Limited Edition
(Wydana w listopadzie 1994, zawiera dodatkowo 3 remiksy.)
10. "Return To Innocence" (Long & Alive Version) (Curly) – 7:07
11. "Age of Loneliness" (Enigmatic Club Mix) (Curly) – 6:23
12. "The Eyes of Truth" (The Götterdämmerung Mix) (Curly) – 7:18

## Single
- 1994 – "Return To Innocence" (Virgin Schallplatten GmbH)
- 1994 – "The Eyes of Truth" (Virgin Records)
- 1994 – "Age Of Loneliness" (Virgin Records)
- 1994 – "Out From The Deep" (Virgin Schallplatten GmbH)

## Autorzy
- Michael Cretu (znany jako Curly M.C.) – producent nagrań, wokal
- Sandra – głos
- Peter Cornelius – gitara
- Jens Gad – gitara
- Andreas Harde (znany jako Angel X) – śpiew w utworze "Return to Innocence"
- Guo Xiuzhu – śpiew próbki "Jubilant Drinking Song" w utworze "Return to Innocence"
- Guo Yingnan – śpiew próbki "Jubilant Drinking Song" w utworze "Return to Innocence"
- Louisa Stanley – głos
- David Fairstein – teksty